# Achref Habessi
Achref Habessi (arabe : أشرف الحباسي), né le 8 décembre 2001, est un footballeur tunisien évoluant au poste d'ailier droit à l'Association sportive des forces armées royales.

## Biographie
Il commence sa carrière avec le Club sportif sfaxien, où il passe par toutes les catégories de jeunes.

## Palmarès
Club sportif sfaxien
- Coupe de Tunisie (2) : 2021, 2022[1].